# Zbór ewangelicko-augsburski w Węgierskiej Górce
Zbór ewangelicko-augsburski w Węgierskiej Górce – filiał Węgierska Górka ewangelicko-augsburskiej parafii w Białej, należący do diecezji cieszyńskiej.

## Historia
Początki ewangelickiego osadnictwa na terenie Węgierskiej Górki były związane z otwarciem miejscowej huty w 1840 r. Do 1860 r. na terenie miejscowości osiedliły się ewangelickie rodziny pochodzące ze Śląska Cieszyńskiego – Cisownicy, Bystrzycy, Trzycieża, Ustronia, Rzeki, Ropicy, Nydku i Oldrzychowic. W tym okresie urodziło się tutaj 15 dzieci, które zostały ochrzczone przez księży z parafii w Białej.
W 1844 r. proboszcz parafii w Białej i superintendent diecezji zachodniogalicyjskiej kościoła ewangelickiego Przedlitawii ks. Jakob Hönel wraz z Radą Zboru oraz kuratorem podjęli decyzję o powołaniu w Węgierskiej Górce filiału parafii, obejmującego zasięgiem ludność ewangelicką zamieszkującą teren od Żywca w górę biegu rzeki Soły. Nabożeństwa odbywały się w świetlicy huty w każdą drugą niedzielę miesiąca, prowadzono lekcje religii oraz nauki konfirmacyjnej.
Dzięki staraniom dyrekcji huty, w 1848 na terenie cmentarza należącego do rzymskokatolickiej parafii św. Katarzyny w Cięcinie wydzielono kwaterę ewangelicką.
Po 1860 r. napływ robotników zmniejszył się, gdyż pracę w hucie podejmowały dzieci pracowników osiedlonych wcześniej. W latach 1860–1889 w Węgierskiej Górce urodziło się 45 dzieci z rodzin ewangelickich, ochrzczonych również przez bialskich duchownych.
Wraz z początkiem XX wieku notowano spadek liczby ewangelików, spowodowany wyjazdem drugiego pokolenia osadników do miast. W 1905 r. został wygaszony ostatni wielki piec w hucie, a zakład przekształcono w odlewnię, co spowodowało emigrację robotników do pracy w hucie w Trzyńcu. Kolejna fala wyjazdów nastąpiła po uzyskaniu przez Polskę niepodległości w 1918 r.
W latach 30. XX wieku, kiedy dyrektorem odlewni był Jerzy Buzek, nabożeństwa ewangelickie odbywały nadal się w świetlicy zakładowej. Uczęszczało na nie około 40 osób.
Po II wojnie światowej nastąpiło dalsze zmniejszanie się odsetka ludności luterańskiej. Po 1945 r. odbywały się jedynie nabożeństwa domowe. Tylko trzy rodziny ewangelickie kontynuowały pracę w odlewni. W 1959 r. osiedle Węgierska Górka zamieszkiwało 5 rodzin ewangelickich, które w sumie stanowiło 21 osób.

## Współcześnie
W 2009 roku w Węgierskiej Górce mieszkały trzy rodziny luterańskie (7 osób). W miejscowości działa zbór filiarny Parafii Ewangelicko-Augsburskiej w Białej, w każdą drugą niedzielę miesiąca odbywają się nabożeństwa domowe. Czynna pozostaje kwatera ewangelicka na cmentarzu w Cięcinie.